# Beris dolichocera
Beris dolichocera är en tvåvingeart som beskrevs av Frey 1960. Beris dolichocera ingår i släktet Beris och familjen vapenflugor.
Artens utbredningsområde är Myanmar. Inga underarter finns listade i Catalogue of Life.